# ایمانی حکیم
ایمانی حکیم (انگلیسی: Imani Hakim؛ زادهٔ ۱۲ اوت ۱۹۹۳) بازیگر اهل ایالات متحده آمریکا است.
از فیلم‌ها یا برنامه‌های تلویزیونی که وی در آن نقش داشته‌است، می‌توان به بخش فوریت‌های پزشکی، سی‌اس‌آی، جادوگران محله ویورلی، بر من حکمرانی کن، جستجوی افسانه‌ای، شهر شکلات و شهر شکلات: نوار وگاس اشاره کرد.